# ماجراهای گربه چکمه‌پوش
ماجراهای گربه چکمه پوش (به انگلیسی: The Adventures of Puss in Boots) یک مجموعه تلویزیونی استریم آمریکایی است که به شکل انیمیشن ساخته شده. اریک باوزا همانند فیلم‌های سابقی که گربهٔ چکمه پوش در آن حضور داشت نقشش بازی می‌کند. اولین فصل این سریال در نتفلیکس در ۱۶ ژانویه ۲۰۱۵ منتشر شد و ششمین و آخرین فصل در ۲۶ ژانویه ۲۰۱۸ اکران شد. پوس از شخصیت عنوان قصه پریان «گربه چکمه‌پوش» الهام گرفته شده‌است.

## طرح
این مجموعه قبل از وقایع گربه چکمه پوش (۲۰۱۱) اتفاق می‌افتد و گربه چکمه پوش باید با یک لشکر بی پایان از مهاجمان مبارزه کند تا از دهکده سَن لورِنزو که قبلاً پنهان شده بود محافظت کند. او باید راهی پیدا کند تا دوباره همان طلسمی که از شهر محافظت می‌کرد دوباره اجرا شود.

## قسمت‌ها
پنج قسمت اول در ۱۶ ژانویه ۲۰۱۵ منتشر شد اما بقیهٔ قسمت‌ها در ماه مه و سپتامبر ادامه یافت. فصل دوم در ۱۱ دسامبر ۲۰۱۵ اکران شد. فصل سوم در ۱۵ ژوئیه ۲۰۱۶ اکران شد. فصل چهارم در ۱۶ دسامبر ۲۰۱۶ اکران شد. فصل پنجم در تاریخ ۲۸ ژوئیه ۲۰۱۷ منتشر شد. فصل ششم که فصل آخر بود هم در تاریخ ۲۶ ژانویه ۲۰۱۸ منتشر شد.
همچنین یک قسمت ویژه به نام «گربه در کتاب: در یک داستان حماسی گرفتار شده» در ۲۰ ژوئن ۲۰۱۷ منتشر شد.
| فصل  | قسمت‌ها | قسمت‌ها | تاریخ اصلی پخش  | تاریخ اصلی پخش  |
| ---- | ------ | ------ | --------------- | --------------- |
| ۱    | ۱۵     | ۵      | ۱۶ ژانویه ۲۰۱۵  | ۱۶ ژانویه ۲۰۱۵  |
| ۱    | ۱۵     | ۵      | ۸ مه ۲۰۱۵       | ۸ مه ۲۰۱۵       |
| ۱    | ۱۵     | ۵      | ۲۸ سپتامبر ۲۰۱۵ | ۲۸ سپتامبر ۲۰۱۵ |
| ۲    | ۱۱     | ۱۱     | ۱۱ دسامبر ۲۰۱۵  | ۱۱ دسامبر ۲۰۱۵  |
| ۳    | ۱۳     | ۱۳     | ۱۵ ژوئیه ۲۰۱۶   | ۱۵ ژوئیه ۲۰۱۶   |
| ۴    | ۱۳     | ۱۳     | ۱۶ دسامبر ۲۰۱۶  | ۱۶ دسامبر ۲۰۱۶  |
| ویژه | ویژه   | ویژه   | ۲۰ ژوئن ۲۰۱۷    | ۲۰ ژوئن ۲۰۱۷    |
| ۵    | ۱۳     | ۱۳     | ۲۸ ژوئیه ۲۰۱۷   | ۲۸ ژوئیه ۲۰۱۷   |
| ۶    | ۱۲     | ۱۲     | ۲۶ ژانویه ۲۰۱۸  | ۲۶ ژانویه ۲۰۱۸  |

## کمیک‌ها
در آوریل ۲۰۱۶، تایتان کامیکس اولین سری از مجموعه‌های کمیک دو شماره ای را به عنوان عضوی از مجموعهٔ گربه چکمه پوش با نام ماجراهای گربه چکمه پوش منتشر کرد.